# Champalimaud Vision Award
The António Champalimaud Vision Award (англ. The António Champalimaud Vision Award) — научная награда португальского Фонда Шампалимо. Вручается ежегодно с 2007 года за научные работы в области зрения. Наградой является 1 миллион евро. Церемония награждения проводится в Лиссабоне. 

## Лауреаты
- 2007 – Aravind Eye Care System
- 2008 – Jeremy Nathans[англ.] и King-Wai Yau[англ.]
- 2009 – Helen Keller International[англ.]
- 2010 – J. Anthony Movshon[англ.] и Уильям Ньюсом
- 2011 – African Programme for Onchocerciasis Control
- 2012 – Carmen A. Puliafito[англ.], Joel S. Schuman[англ.], David Huang, David R. Williams, James G. Fujimoto, Eric Swanson
- 2013 – Nepal Netra Jyoty Sangh (NNJS), Eastern Regional Eye Care Programme, Lumbini Eye Institute и Tilganga Institute of Ophthalmology[англ.]
- 2014 – Наполеоне Феррара, Joan W. Miller, Evangelos S. Gragoudas, Patricia A. D’Amore, Anthony P. Adamis,  George L. King, Lloyd Paul Aiello
- 2015 – Kilimanjaro Centre for Community Opththalmology (KCCO), Seva Foundation и Seva Canada [6].
- 2016 – Карла Шатц, Christine Holt[англ.], John Flanagan, Carol Mason[7][8][9][10]
- 2017 – Sightsavers, CBM (charity)[англ.]
- 2018 – Jean Bennett, Albert Maguire, Robin Ali, James Bainbridge, Samuel Jacobson, William W. Hauswirth, Michael Redmond